# Wiklewko
Wiklewko (deutsch Klein Winkeldorf) ist ein kleiner Ort in der polnischen Woiwodschaft Ermland-Masuren und gehört zur Gmina Korsze (Stadt- und Landgemeinde Korschen) im Powiat Kętrzyński (Kreis Rastenburg).

## Geographische Lage
Wiklewko liegt in der nördlichen Mitte deer Woiwodschaft Ermland-Masuren, 19 Kilometer nordwestlich der Kreisstadt Kętrzyn (deutsch Rastenburg).

## Geschichte
Der Ort Klein Winkeldorf entstand als Vorwerk und war in den Gutsbezirk Karschau (polnisch Karszewo) in den Amtsbezirk Dönhofstädt (polnisch Drogosze) im ostpreußischen Kreis Rastenburg eingegliedert. 1885 waren in Klein Winkeldorf 61, 1905 noch 46 Einwohner gemeldet.
Am 12. November 1924 wurde das Vorwerk Klein Winkeldorf in die Landgemeinde Groß Winkeldorf (polnisch Wiklewo) umgegliedert, die ab 1929 zum Amtsbezirk Paaris (polnisch Parys) gehörte.
1945 kam Klein Winkeldorf in Kriegsfolge mit dem gesamten südlichen Ostpreußen zu Polen und erhielt die polnische Namensform „Wiklewko“. Heute ist der Weiler (polnisch Przysiółek) als „wsi Wiklewo“ dem Nachbarort Wiklewo zugeordnet und als solcher eine Ortschaft innerhalb der Stadt- und Landgemeinde Korsze (Korschen) im Powiat Kętrzyński (Kreis Rastenburg), bis 1998 der Woiwodschaft Olsztyn, seither der Woiwodschaft Ermland-Masuren zugehörig.

## Kirche
Bis 1945 war Klein Winkeldorf in die evangelische Kirche Paaris in der Kirchenprovinz Ostpreußen der Kirche der Altpreußischen Union sowie in die katholische Kirche Korschen im Bistum Ermland eingepfarrt.
Heute gehört Wiklewko katholischerseits zur Pfarrei Parys im jetzigen Erzbistum Ermland und evangelischerseits zur Pfarrei Kętrzyn mit der Filialkirche Barciany (Barten) in der Diözese Masuren der Evangelisch-Augsburgischen Kirche in Polen.

## Verkehr
Wiklewko liegt an einer Nebenstraße, die von der Woiwodschaftsstraße 590 bei Parys (Paaris) abzweigt und über Wiklewo (Groß Winkeldorf) und Karszewo (Karschau) nach Giełpsz (Gelbsch) führt. Eine Anbindung an den Bahnverkehr existiert nicht.